# Franz Wilhelm Peren
Franz Wilhelm Peren (* 10. April 1959 in Oberbruch) ist ein deutscher Wirtschaftswissenschaftler und Hochschulprofessor. Peren ist spezialisiert auf quantitative Methoden im Bereich der Wirtschaftswissenschaften und Ordnungspolitik. Seit 1993 ist er Professor der Betriebswirtschaftslehre, zunächst an der Fachhochschule Bielefeld, seit 1995 an der Hochschule Bonn-Rhein-Sieg. Er ist Mitentwickler des Peren-Clement-Index, von ASTERIG sowie Urheber des Peren-Theorems.

## Ausbildung
Nach dem Abitur 1979 am Cusanus-Gymnasium Erkelenz in Erkelenz war Peren zunächst zwei Jahre lang Zeitsoldat in der FmAusbKp 811 des FmBtl 810 in Wuppertal. Anschließend studierte er Betriebswirtschaftslehre und Mathematik an der Westfälischen Wilhelms-Universität (WWU) in Münster. Das Examen zum Diplom-Kaufmann legte er 1985 an der WWU ab. Von 1983 bis 1985 war er Stipendiat der Friedrich-Ebert-Stiftung. 1989 promovierte er zum Dr. rer. pol. (Doktor der Staatswissenschaften) an der WWU. Von 1999 bis 2005 folgte ein Postgraduiertenstudium an der Fakultät für Bergbau, Ökologie, Prozessleittechnik und Geotechnik der Technischen Universität Košice in Košice, Slowakei, das mit einem Ph.D. abschloss. Der Bundesminister der Verteidigung ernannte Peren am 13. Oktober 2005 zum Oberstleutnant d.R.

## Beruf
Peren war von 1985 bis 1990 wissenschaftlicher Mitarbeiter an der von Alfred Müller-Armack gegründeten Forschungsstelle für allgemeine und textile Marktwirtschaft der Westfälischen Wilhelms-Universität in Münster unter wissenschaftlicher Leitung von Ernst Helmstädter. Nach der Promotion arbeitete er von 1990 bis 1991 bei der Commerzbank AG in Düsseldorf. Hiernach wechselte er zum Bundesministerium für Wirtschaft in Bonn, wo er von 1991 bis 1993 verantwortlicher Referent, zuletzt als Oberregierungsrat, für die deutsche Automobilwirtschaft war.
Peren wurde 1993 als Professor der Betriebswirtschaftslehre an die Fachhochschule Bielefeld berufen. Mit Gründung der Hochschule Bonn-Rhein-Sieg wechselte er 1995 als erster berufener Professor an die im selben Jahr neu gegründete Hochschule Bonn-Rhein-Sieg, an der er am Fachbereich Wirtschaft vor allem die quantitativen Methoden, insbesondere der Planung des operativen und strategischen Managements, lehrt.
Als Gastprofessor forschte und lehrte Peren 1999 an der University of Victoria in Victoria, British Columbia, Kanada, 2003 und 2005 an der Universitas Udayana in Denpasar, Bali, Indonesien sowie 2012, 2013 und 2014 an der Columbia University, New York City, New York, USA.
Seit 2006 ist Peren Vorsitzender des wissenschaftlichen Beirates des Forschungsinstituts für Glücksspiel und Wetten in Sankt Augustin sowie wissenschaftlicher Direktor des International Center for Gambling and Gaming Research (ICGGR) in New York City, New York, USA.

## Direktor des Instituts für Regulierung und Governance
2017 gründete Peren gemeinsam mit den Rechtswissenschaftlern Martin Nolte und Dirk Uwer das interdisziplinäre Institut für Regulierung und Governance mit Sitz am Campus der Hochschule Bonn-Rhein-Sieg in Sankt Augustin. Das Institut befasst sich mit dem deutschen, europäischen und internationalen Energie-, Telekommunikations-, Regulierungs-, Wettbewerbs- und öffentlichen Wirtschaftsrecht sowie mit dem Europa- und Verfassungsrecht im Bereich der ökonomischen und betriebswirtschaftlichen Analyse und strategischen Planung unternehmerischer Entscheidungen. Besonderes Augenmerk legt das Institut auf die Betrachtung der Regulierungs- und Ordnungspolitik unter Einschluss von Corporate Social Responsibility und nachhaltiger Entwicklung von Steuerungs- und Regelungssystemen im Regierungs- und Behördensektor sowie der Privatwirtschaft (Governance).

## Veröffentlichungen
Gemeinsam mit dem Wirtschaftswissenschaftler Reiner Clement entwickelte Peren 1998 den Peren-Clement-Index, ein in der unternehmerischen Praxis weltweit führender Index zur Länderrisikoanalyse, sowie ASTERIG (Assessment Tool to Measure and Evaluate the Risk Potential of Gambling Products), ein global führendes Beurteilungsinstrument zum Messen und Abschätzen des Risikopotentials von Glücksspielprodukten.

In 2012 erarbeitete Peren an der Columbia University das Peren-Theorem: 
"If the users within a closed system employ its natural resources in such measure that its natural regeneration is exceeded over the long term, then the natural environment of this system will be completely exhausted”.
Franz W. Peren: Das Peren-Theorem. In: Franz W. Peren: Unsustainable Future: The Mathematical Frame in Which We Live. In: Review of Business: Interdisciplinary Journal on Risk and Society, 39(2), 2019, S. 32-35
Das Peren-Theorem mathematisiert die logische Kausalität zwischen begrenzt regenerationsfähigen natürlichen Ressourcen einerseits und einer stetig wachsenden Menschheit anderseits. Es macht zweifelsfrei deutlich, dass Konsum und wirtschaftliche Globalisierung grundlegend neu zu regulieren sind, möchte der Mensch seine irdische Existenz bewahren. Als Derivat zum Peren-Theorem veröffentlichte Peren im Juli 2019 den Aufsatz Unsustainable Future: The Mathematical Frame in Which We Live, der die Nachhaltigkeit der Erde mathematisch in einem geschlossenen System beschreibt.
Er ist Autor zahlreicher weiterer Publikationen, u. a. Herausgeber des 1994 erschienenen Wirtschaftsbuches der Frankfurter Allgemeine Zeitung „Krise als Chance – Wohin steuert die deutsche Automobilwirtschaft?“ sowie Mitautor des 1997 im Campus-Verlag veröffentlichten Buches „Das Elektroauto und sein Markt“.

## Weitere Veröffentlichungen (Auswahl)
- Einkommen, Konsum und Ersparnis der privaten Haushalte in der Bundesrepublik Deutschland seit 1970: Analyse unter Verwendung makroökonomischer Konsumfunktionen. Frankfurt am Main: Lang, 1986. (Europäische Hochschulschriften: Reihe 5, Volks- und Betriebswirtschaft, Bd. 640.)
- Economic and Human Factors: Factor Input and Output in the German Textile Industry - An Econometric Approach. In: Berkstresser, G.A. III et al. (Hrsg.): Automation in the textile industry. From fibers to apparel industries, 1995, S. 117–142
- Franz W. Peren, Helmut H. A. Hergeth (Hg.): Customizing in der Weltautomobilindustrie: Kundenorientiertes Produkt- und Dienstleistungsmanagement. Frankfurt am Main: Campus, 1996
- The Litho-Jet Method. An Essential Requirement for the Economical Realisation of the Geothermal Power Systems. In: Acta Montanistica Slovaca, 12 (Special Issue 1), 2007, S. 24–30
- The Litho-Jet Method. The Economical Realisation of the Geothermal Power Systems. In: Acta Montanistica Slovaca, 13(1), 2008, S. 1–7
- Franz W. Peren, Reiner Clement: Evaluation of the Pathological Potential of Gambling Products. In: Gaming Law Review and Economics, 16(4), 2012, S. 178–183
- Franz W. Peren, Reiner Clement: Evaluation of the Pathologic Potential of Gambling Products. In: The Journal of Gambling Business and Economics, 5(3), 2013, S. 44–54
- Franz W. Peren, Judit Tessényi: ASTERIG. A szerencsejáték-termékek függőségi kockázatainak egy lehetséges mérése és empirikus vizsgálata a Magyarországon kínált szerencsejátékokra. In: Alkalmazott pszichológia, 15(4), 2015, S. 47–56
- Franz W. Peren, Reiner Clement: Peren-Clement Index – PCI 2.0: Evaluation of Foreign Direct Investments through Simultaneous Assessment at the Macro and Corporate Levels, 2019
- Nicolas Fuchshofen, Wiltrud Terlau, Franz W. Peren, Dirk Uwer: Ein Prüf- und Zertifizierungsstandard zur gesellschaftlichen Verantwortung von Organisationen: Ein Diskussionsvorschlag in Anlehnung an die DIN EN ISO/IEC 26000, 2019
- Formelsammlung Finanzmathematik: Wissen kompakt für Studierende und Praktiker. 1. Auflage, Berlin, Heidelberg: Springer Gabler, 2022
- Formelsammlung Wirtschaftsmathematik: Wissen kompakt für Studierende und Praktiker. 4. Auflage, Berlin, Heidelberg: Springer Gabler, 2022
- Formelsammlung Wirtschaftsstatistik: Wissen kompakt für Studierende und Praktiker. 5. Auflage, Berlin, Heidelberg: Springer Gabler, 2022
- Formelsammlung Finanzmathematik: Wissen kompakt für Studierende und Praktiker. 1. Auflage, Berlin, Heidelberg: Springer Gabler, 2022
- Franz W. Peren, Pinar D. Akyazgan: Peren Teoremi. İçinde Yaşadığımız Matematiksel Çerçeve. In: Journal of Ekonomi, 3(1), 2021, S. 1–2
- Math for Business and Economics: Compendium of Essential Formulas. Berlin, Heidelberg: Springer, 2021
- Statistics for Business and Economics: Compendium of Essential Formulas. 2. Auflage, Berlin, Heidelberg: Springer, 2022

## Mitgliedschaften
- 1993 – 2007 Vertrauensdozent der Friedrich-Ebert-Stiftung, Bonn.
- 1994 – 2007 Gutachter des Deutschen Akademischen Austauschdienstes e. V. (DAAD), Bonn.
- 2001 – 2024 Wahlbeobachter des Auswärtigen Amtes (Zentrum für internationale Friedenseinsätze), Berlin und der Organisation für Sicherheit und Zusammenarbeit in Europa (OSZE), Warschau.
- Econometric Society, New York City, New York, USA